# Илье-э-Ларамад
Илье́-э-Ларама́д (фр. Illier-et-Laramade) — коммуна во Франции, находится в регионе Окситания. Департамент коммуны — Арьеж. Входит в состав кантона Викдессо. Округ коммуны — Фуа.
Код INSEE коммуны — 09143.

## Население
Население коммуны на 2008 год составляло 21 человек.
| 1962 | 1968 | 1975 | 1982 | 1990 | 1999 | 2008 |
| ---- | ---- | ---- | ---- | ---- | ---- | ---- |
| 26   | 36   | 30   | 36   | 31   | 20   | 21   |

## Экономика
В 2007 году среди 8 человек в трудоспособном возрасте (15—64 лет) 3 были экономически активными, 5 — неактивными (показатель активности — 37,5 %, в 1999 году было 27,3 %). Из 3 активных работали 2 человека (0 мужчин и 2 женщины), безработным был 1 (0 мужчин и 1 женщина). Среди 5 неактивных 0 человек были учащимися или студентами, 3 — пенсионерами, 2 были неактивными по другим причинам.